# Université IUAV de Venise

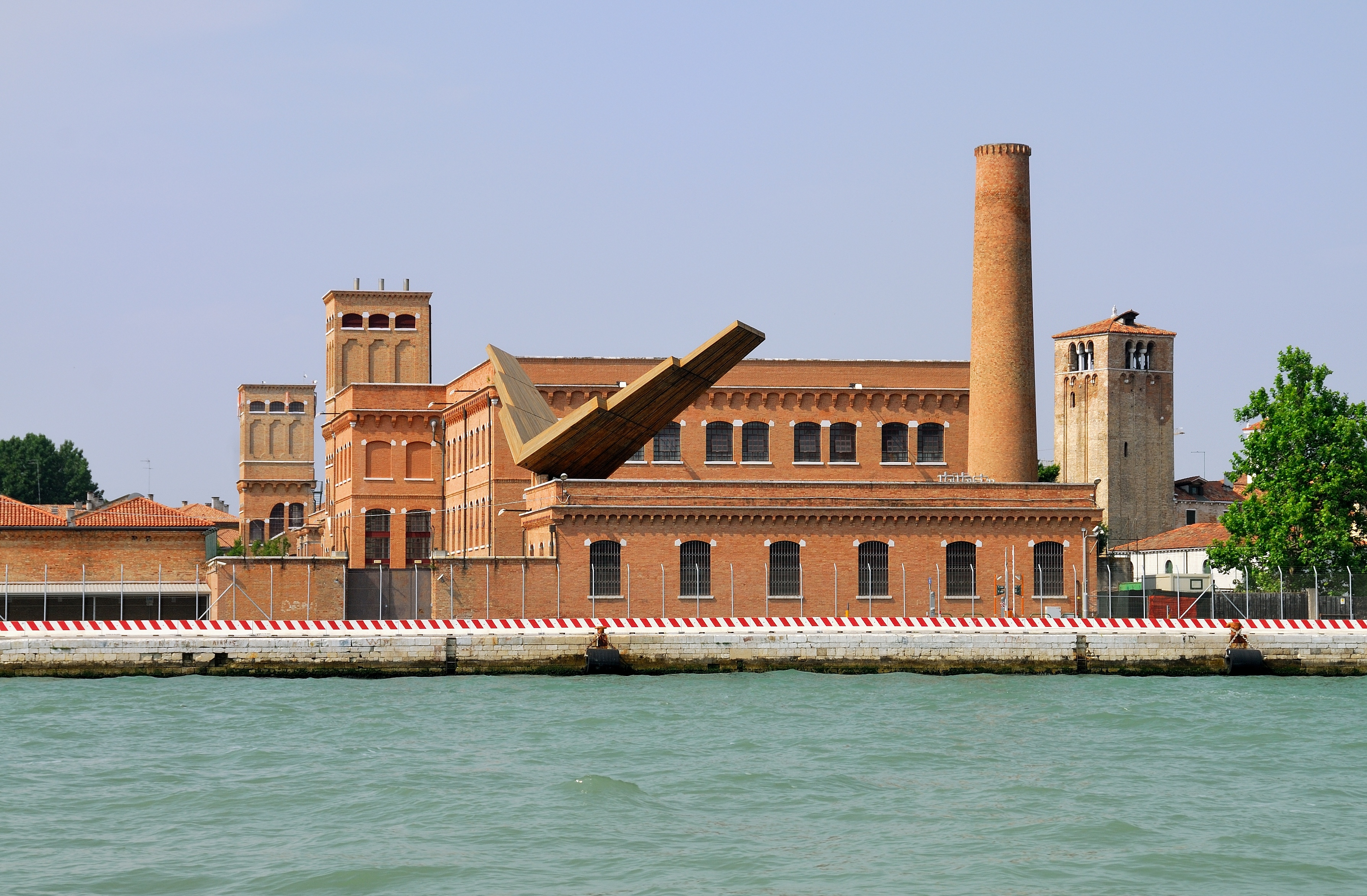

L'Université Iuav de Venise (en italien, Università Iuav di Venezia) est une université italienne, créée en 2001, spécialisée dans l'architecture, fondée dès 1926 comme Institut universitaire d'architecture de Venise, d'où son acronyme.

## Historique
En 1966, l'architecte Carlo Scarpa redessine la porte d'entrée de l'école.
En octobre 2015, Alberto Ferlenga devient recteur de l'IUAV.
En février 2017, l'IUAV s'associe à l'école La Scuola dei Maestri Pellettieri de la marque Bottega Veneta pour offrir une formation post-graduation spécialisée dans la conception élaborée de sacs à main. Durant l'été 2017, l'IUAV et le MIT mettent sur pied une équipe de'étudiants-chercheurs pour sonder les nouveaux défis d'ingénierie et d'urbanisme qui attendent la ville de Venise.

## Description
L'IUAV dispose de trois départements :
- Architecture, construction et conservation
- Cultures de projet
- Conception et planification dans des environnements complexes

C'est la seule université italienne consacrée entièrement à l'enseignement des projets de tout ce qui concerne les espaces et l'environnement habité par l'homme : bâtiments, villes, paysages mais également des objets quotidiens, des événements culturels, théâtraux, multimédia et du graphisme.
L'école nationale supérieure d'architecture de Paris-Val de Seine et l'IUAV ont créé le double diplôme de niveau Master "Modification de l'Existant : Architecture, Patrimoine, Temporalité".
L'Institut d'Aménagement des Territoires, d'Environnement et d'Urbanisme de Reims (IATEUR) et l'IUAV ont créé le double diplôme de niveau Master "Urban and Spatial Planning" en 2019. 

## Personnalités liées à l'université

### Étudiants
- Donatella Fioretti (1962-)
- Bruno Morassutti (1920-2008)